# Masami Okui
Masami Okui (Itami, 13 de marzo de 1968) es una cantante, productora de música, compositora y letrista japonesa de J-rock, J-pop y anime.
El compositor y cantante Hironobu Kageyama (n. 1961) la considera «la Diosa del Mundo de las Canciones de Animé».
Su nombre en japonés se escribe 奥井雅美 (Okui, Masami), su apellido es Okui.

## Biografía
Masami estudió en la Universidad de Artes de Osaka (Osaka Geijutsu Daigaku). Dejó de estudiar para buscar de una oportunidad en el medio.
En noviembre de 1989 se convirtió en una de las coristas de Saitou Yuki. En años siguientes trabajó con Harada Tomoyo, Wink, Yumi Matsutouya y muchos más.
En agosto de 1993 la empresa discográfica King Records lanzó el primer sencillo de Masami: Dare Yori mo Zutto, comenzando así su carrera profesional.
Masami goza de una gran popularidad en Japón, y su peculiar timbre de voz se debe a que sufrió un pólipo en la garganta.
Ha cantado temas para series de anime como
Shōjo Kakumei Utena,
Slayers,
Sorcerer Hunters,
Di Gi Charat,
Magic User's Club,
Jungle de Ikou,
Cyber Team in Akihabara,
Ray the Animation,
He Is My Master,
Yu-Gi-Oh! Duel Monsters,
Variable Geo,
Shin Koihime Musou: Otome Tairan,
Tales of Eternia: The Animation y
Galaxy Angel.

### Vida privada
Es hija única, y sus padres se llaman Hirao y Minira (fallecida).
Su apodo es Makkun (まっくん).
Sus mascotas (gatos) son Chappi-chan, Mi-chan y tenía a Fuku-chan, su preferido.

## Historia
1989 (noviembre): comienza su carrera musical como corista de Yuki Saitou.
1993 (agosto): la disquera King Records lanza el primer sencillo de Masami: Dare yori mo Zutto.
1995: su canción Get Along, a dúo con Megumi Hayashibara, llega a los primeros lugares del Oricon Chart.
1997: Rinbu-revolution, de Shoujo Kakumei Utena, es el éxito más representativo de la carrera de Masami, siendo este su tema más popular y que identifica a Masami Okui en Japón.
1999: Masami lanza su libro de música para piano.
2000: colabora con los artistas Steve Lukather (de la banda estadounidense de pop Toto) y Billy Sheehan (de Mr. Big).
2003: se une con Chihiro Yonekura para formar el dúo dance-pop r.o.r/s (Reflections of Renaissance/Sounds)
2003: forma parte de JAM Project (grupo especializado en anime song). Debuta con el sencillo Little Wing.
2004: se convierte en productora musical de su propia empresa discográfica, Evolution.
2005: convoca audiciones en O-Live, y se convierte en productora y mánageer de la finalista Tomoe Ohmi.
2006: en sus producciones de Evolution se encuentra las integrantes de Animelomix Radio, y por primera vez participa como compositora de la banda sonora de la serie Ray The Animation. Sigue produciendo sus propios sencillos y álbumes.
2006: Masami produce su propio perfume, Unity, con un coste de 5000 yenes.
2006-2007: Masami inicia su programa de televisión @Tunes en el canal de televisión de Yokohama.
2008: Masami lanza su CD recopilatorio de sencillos de su empresa Evolution para celebrar sus 15 años de trayectoria.
2017: Masami lanza el sencillo Innocent Bubble para celebrar sus 25 años de trayectoria.
2018: Masami lanza su CD Happy End para celebrar sus 25 años de trayectoria.

## Discografía

### Sencillos
| Año  | Título                                      | Posición en ventas Top Oricon | Posición en ventas Top Oricon | Posición en ventas Top Oricon | Posición en ventas Top Oricon | Álbum          |
| Año  | Título                                      | Diariamente                   | Semanalmente                  | Mensualmente                  | Anualmente                    | Álbum          |
| ---- | ------------------------------------------- | ----------------------------- | ----------------------------- | ----------------------------- | ----------------------------- | -------------- |
| 1993 | "Dare yori mo zutto..."                     | —                             | —                             | —                             | —                             | Gyuu           |
| 1993 | "Yume ni Konnichiwa -Tanoshii Willow Town-" | —                             | —                             | —                             | —                             | BEST-EST       |
| 1994 | "I Was Born To Fall in Love"                | —                             | 92                            | —                             | —                             | Gyuu           |
| 1994 | "Reincarnation"                             | —                             | 83                            | —                             | —                             | Gyuu           |
| 1994 | "My Jolly Days"                             | —                             | 92                            | —                             | —                             | Gyuu           |
| 1994 | "It's Destiny"                              | —                             | 80                            | —                             | —                             | Gyuu           |
| 1995 | "Get Along" " (ft. Megumi Hayashibara)      | —                             | 36                            | —                             | —                             | BEST-EST       |
| 1995 | "Mask" " (ft. Kasumi Matsumura)             | —                             | 48                            | —                             | —                             | V-sit          |
| 1996 | "Shake it"                                  | —                             | 81                            | —                             | —                             | V-sit          |
| 1996 | "Jama wa Sasenai"                           | —                             | 9                             | —                             | —                             | V-sit          |
| 1996 | "Naked Mind"                                | —                             | 38                            | —                             | —                             | Ma-KING        |
| 1997 | "J"                                         | —                             | 79                            | —                             | —                             | Ma-KING        |
| 1997 | "Rinbu -Revolution-"                        | —                             | 26                            | —                             | —                             | Ma-KING        |
| 1997 | "Souda, zettai."                            | —                             | 45                            | —                             | —                             | Ma-KING        |
| 1998 | "Birth"                                     | —                             | 32                            | —                             | —                             | Do-Can         |
| 1998 | "Shu -AKA-"                                 | —                             | 32                            | —                             | —                             | Do-Can         |
| 1998 | "Never Die"                                 | —                             | 32                            | —                             | —                             | Her-Day        |
| 1999 | "Key"                                       | —                             | 49                            | —                             | —                             | Her-Day        |
| 1999 | "Tenshi no Kyuusoku"                        | —                             | 20                            | —                             | —                             | Her-Day        |
| 1999 | "Labyrinth/Toki ni Ai wa"                   | —                             | 29                            | —                             | —                             | Her-Day        |
| 1999 | "Sore wa Totsuzen Yattekuru"                | —                             | 44                            | —                             | —                             | NEEI           |
| 1999 | "Only One, No. 1"                           | —                             | 34                            | —                             | —                             | NEEI           |
| 2000 | "Over The End"                              | —                             | 45                            | —                             | —                             | NEEI           |
| 2000 | "Turning Point"                             | —                             | 47                            | —                             | —                             | NEEI           |
| 2000 | "CUTIE"                                     | —                             | 45                            | —                             | —                             | NEEI           |
| 2000 | "Just do it"                                | —                             | 60                            | —                             | —                             | NEEI           |
| 2001 | "Sora ni Kakeru Hashi"                      | —                             | 28                            | —                             | —                             | Devotion       |
| 2001 | "Megami ni Naritai ~for a yours~"           | —                             | 43                            | —                             | —                             | Devotion       |
| 2001 | "Shuffle"                                   | —                             | 55                            | —                             | —                             | Devotion       |
| 2001 | "Deportation ~but, never too late~"         | —                             | 53                            | —                             | —                             | Devotion       |
| 2002 | "Happy Place"                               | —                             | 86                            | —                             | —                             | Crossroad      |
| 2003 | "Second Impact"                             | —                             | 56                            | —                             | —                             | ReBirth        |
| 2004 | "Olive"                                     | —                             | 69                            | —                             | —                             | Dragonfly      |
| 2005 | "TRUST"                                     | 26                            | 37                            | —                             | —                             | God Speed      |
| 2006 | "Mitsu"                                     | —                             | 79                            | —                             | —                             | God Speed      |
| 2006 | "Zero -G-"                                  | 39                            | 64                            | —                             | —                             | Evolution      |
| 2006 | "Wild Spice"                                | —                             | 82                            | —                             | —                             | Evolution      |
| 2007 | "Remote Viewing"                            | —                             | 96                            | —                             | —                             | Masami Life    |
| 2007 | "It's My Life"                              | 41                            | 97                            | —                             | —                             | Masami Life    |
| 2007 | "Ring"                                      | —                             | 160                           | —                             | —                             | Masami Life    |
| 2007 | "INSANITY"                                  | 46                            | 57                            | —                             | —                             | Akasha         |
| 2008 | "Melted Snow"                               | —                             | 121                           | —                             | —                             | Akasha         |
| 2009 | "Starting Over"                             | —                             | 92                            | —                             | —                             | i-magination   |
| 2009 | "Miracle Upper WL" " (ft. May'n)            | 31                            | 67                            | —                             | —                             | i-magination   |
| 2009 | "Sparking/No Dream, No Life"                | —                             | —                             | —                             | —                             | —              |
| 2010 | "Renka Tairan"                              | 27                            | 35                            | —                             | —                             | Love Axel      |
| 2012 | "-Side SunRise- Sora no Uta"                | 29                            | 38                            | —                             | —                             | Symbolic Bride |
| 2015 | "Takarabako -TREASURE BOX- / Platinum Jet"  | 14                            | 15                            | —                             | —                             |                |
| 2017 | "Innocent Bubble"                           | —                             | —                             | —                             | —                             | Happy End      |
| 2017 | "Sophia"                                    | —                             | —                             | —                             | —                             | Happy End      |

### Sencillo digital
| N.º | Título                                  | Fecha de lanzamiento    |
| --- | --------------------------------------- | ----------------------- |
| 1   | "Good-bye crisis" ft. Shimotsuki Haruka | 17 de diciembre de 2010 |

### Álbumes
| N.º | Título           | Fecha de lanzamiento     |
| --- | ---------------- | ------------------------ |
| 1   | "GYUU"           | 21 de abril de 1995      |
| 2   | "V-SIT"          | 21 de septiembre de 1996 |
| 3   | "Ma-KING"        | 26 de septiembre de 1997 |
| 4   | "Do-can"         | 23 de septiembre de 1998 |
| 5   | "Her-Day"        | 27 de agosto de 1999     |
| 6   | "NEEI"           | 23 de agosto de 2000     |
| 7   | "DEVOTION"       | 29 de agosto de 2001     |
| 8   | "crossroad"      | 4 de septiembre de 2002  |
| 9   | "ReBirth"        | 4 de febrero de 2004     |
| 10  | "Dragonfly"      | 2 de febrero de 2005     |
| 11  | "God Speed"      | 24 de febrero de 2006    |
| 12  | "Evolution"      | 4 de octubre de 2006     |
| 13  | "Masami Life"    | 3 de octubre de 2007     |
| 14  | "Akasha"         | 25 de febrero de 2009    |
| 15  | "I-magination"   | 3 de febrero de 2010     |
| 16  | "Love Axel"      | 4 de julio de 2012       |
| 17  | "Symbolic Bride" | 10 de junio de 2015      |
| 18  | "Happy End"      | 21 de agosto de 2018     |

### Mejores álbumes
| N.º | Título      | Fecha de lanzamiento  |
| --- | ----------- | --------------------- |
| 1   | "S-mode #1" | 21 de marzo de 2001   |
| 2   | "S-mode #2" | 25 de febrero de 2004 |
| 3   | "S-mode #3" | 23 de febrero de 2005 |
| 4   | "Ooku"      | 6 de febrero de 2008  |

### Miniálbum
| N.º | Título          | Fecha de lanzamiento    |
| --- | --------------- | ----------------------- |
| 1   | "Angel's Voice" | 22 de noviembre de 2002 |

### Álbumes de versiones
| N.º | Título                 | Fecha de lanzamiento |
| --- | ---------------------- | -------------------- |
| 1   | "Masami Kobushi"       | 11 de mayo de 2003   |
| 2   | "Self Satisfaction"    | 21 de agosto de 2009 |
| 3   | "Self Satisfaction II" | 2 de febrero de 2011 |

### Álbumes en vivo
| N.º | Título         | Fecha de lanzamiento    |
| --- | -------------- | ----------------------- |
| 1   | "BEST-EST"     | 4 de junio de 1999      |
| 2   | "Li-Book 2000" | 23 de noviembre de 2000 |

### Álbum tributo
| N.º | Título                           | Fecha de lanzamiento |
| --- | -------------------------------- | -------------------- |
| 1   | "TRIBUTE TO MASAMI OKUI ~Buddy~" | 25 de junio de 2008  |

### VHS
| N.º | Título                    | Fecha de lanzamiento    |
| --- | ------------------------- | ----------------------- |
| 1   | "Ma-KING Concert' 97"     | 22 de diciembre de 1997 |
| 2   | "Do-can diary"            | 22 de enero de 1999     |
| 3   | "A-Day"                   | 27 de agosto de 1999    |
| 4   | "Live in Hibiya -no cut-" | 23 de diciembre de 1999 |
| 5   | "B-Day"                   | 23 de agosto de 2000    |

### DVD
| N.º | Título                      | Fecha de lanzamiento    |
| --- | --------------------------- | ----------------------- |
| 1   | "Live in Hibiya -no cut-"   | 23 de diciembre de 1999 |
| 2   | "Ma-KING Concert' 97"       | 23 de agosto de 2000    |
| 3   | "Do-can diary"              | 23 de agosto de 2000    |
| 4   | "document '00"              | 21 de diciembre de 2000 |
| 5   | "Birth Live '01"            | 5 de septiembre de 2001 |
| 6   | "A-Day"                     | 5 de diciembre de 2001  |
| 7   | "B-Day"                     | 5 de diciembre de 2001  |
| 8   | "C-Day"                     | 5 de diciembre de 2001  |
| 9   | "Live Devotion"             | 5 de junio de 2002      |
| 10  | "V-mode -10th Anniversary-" | 27 de noviembre de 2003 |
| 11  | "GIGS 2004 ReBirth"         | 22 de diciembre de 2004 |
| 12  | "GIGS 2005 Dragonfly"       | 8 de agosto de 2005     |
| 13  | "GIGS 2006 GodSpeed"        | 7 de octubre de 2006    |
| 14  | "GIGS 2006 evolution"       | 1 de octubre de 2007    |
| 15  | "GIGS 2007 Masami Life"     | 25 de marzo de 2009     |